# Marek Mosiński
Marek Mosiński (ur. 20 sierpnia 1936 w Warszawie, zm. 6 maja 1998 w Katowicach) – polski artysta, uprawiał grafikę artystyczną, rysunek i plakat.
Studia w Akademii Sztuk Pięknych w Krakowie, Wydział Grafiki w Katowicach. Publikacje plakatów od 1961. Dyplom z wyróżnieniem 1962 w pracowni B. Góreckiego. Przedstawiciel polskiej szkoły plakatu. Autor ponad 300 plakatów. Prace prezentował na 10 wystawach indywidualnych w kraju i zagranicą. Brał udział w około 200 wystawach zbiorowych ogólnopolskich, zagranicznych i międzynarodowych. Za działalność artystyczną odznaczony Złotym Krzyżem Zasługi. Członek Stowarzyszenia Polskich Artystów Grafików Projektantów.

## Nagrody i wyróżnienia
- Nagroda im. T. Trepkowskiego 1964 i 1987,
- I Ogólnopolskie Biennale Plakatu Katowice 1965 – medal brązowy,
- Internationale Buchkunst Ausstellung Lipsk 1965 – medal złoty,
- 1000 lat Państwa Polskiego Warszawa 1966 – I i IV nagroda,
- Międzynarodowa Wystawa Plakatu Zoologicznego Bratysława 1970 – I nagroda,
- VII Espomanifestur Katania 1974 – medal złoty,
- IV Ogólnopolskie Biennale Plakatu Katowice 1971 – medal brązowy,
- Najlepszy plakat roku Warszawa 1983,
- Pomoc niewidomym Warszawa 1988 – I nagroda,
- 1918 – 1988 Katowice 1988 – III nagroda i nagroda Towarzystwa Łączności z  Polonią
- Festiwal Piosenki Czeskiej i Słowackiej Ustroń 1989 – I, II nagroda,
- 70 lat Wydawnictwa Książka i Wiedza Warszawa 1988 – I nagroda
- 45 Rocznica Bitwy o Monte Cassino Warszawa 1989 – III nagroda,
- Złoty Słup Ogłoszeniowy Katowice 1989
- 45 Rocznica Powstania Warszawskiego Warszawa 1989 – II nagroda,
- Najlepszy plakat roku Warszawa 1989
- Narody i stereotypy Kraków 1993 – wyróżnienie,
- Plakat antynikotynowy Kraków 1993 – II nagroda,
- 50 Rocznica Powstania Warszawskiego Warszawa 1994 – III nagroda

## Prace w zbiorach
- Muzeum Plakatu Polskiego w Wilanowie,
- Biblioteki Narodowej w Warszawie,
- Muzeum Ruchu Robotniczego w Warszawie,
- Biblioteki Akademii Sztuk Pięknych w Oslo,
- Morawskiej Galerii w Brnie,
- Biblioteki Fagersta w Sztokholmie,
- Art. School Iowa (USA),
- Kunstgewerbe Museum w Zurychu,
- O’Connor Galerie w Listowel (Irlandia)